# Alaric Basson
Alaric Bennedict Basson (Uitenhage, 16 febbraio 1996) è un nuotatore sudafricano. Anche il suo fratello gemello Alard Basson è nuotatore di caratura internazionale.

## Palmarès
- Giochi panafricani

Brazzaville 2015: argento nella 4x100m misti mista.
Casablanca 2019: oro nei 100m rana, nei 200m rana e nella 4x100m misti, argento nella 4x200m sl.
- Campionati africani

Nairobi 2012: bronzo nella 4x100m misti.
Bloemfontein 2016: oro nei 100m rana, nella 4x100m misti e nella 4x100m misti mista, argento nei 200m rana.
Algeri 2018: argento nei 100m rana, nella 4×100m sl, nella 4×100m misti e nella 4×100m sl mista,  bronzo nei 50m rana, nei 200m rana e nella 4×200m sl.